# Conde de Albemarle

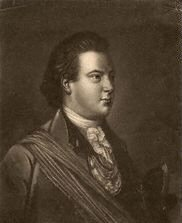
George Keppel, Conde de Albermarle (1724-1772).

Conde de Albermale es un título nobiliario de origen inglés creado cuatro veces. La palabra Albermarle (o Albermarle) es una antigua variante del francés Aumale (español: Marga [tipo de arcilla] blanca), otras formas pueden ser Aubermarle y Aumerle, y es descrito por primera vez en la patente de nobleza otorgada en 1697 por Guillermo III de Inglaterra a Arnold Joost van Keppel como "un pueblo y territorio en el ducado de Normandía."
El feudo de Aumale fue otorgado por el Arzobispo de Ruan a Odo II de Champaña, cuñado de Guillermo el Conquistador, quien lo convirtió en un condado en 1081. A la muerte de Odo, su hijo Esteban de Aumale lo sucedió, no solo en el Condado de Aumale, sino también como lord de Holderness, de Bythan en Lincolnshire, etc., que subsecuentemente serían conocidas como "Entrada y honor de Albermarle." Esteban, quien como cruzado había peleado en Antioquía, murió en 1127, dejando atrás a su esposa Hawise, hija de Ranufo I de Mortimer, un hijo; William, conocido como "le Gros". William, quien se distinguió en la Batalla del Estandarte, y compartió con el rey Esteban la derrota de Lincoln (1141), se casó con Cicely, hija de William fitz Duncan, nieto de Malcolm III de Escocia, Rey de los Escoceses, quien como "Dama de Harewood" le trajo varias propiedades. Fundó abadías en Meaux, Holderness y en Thornton, muriendo en 1179.
Su hija mayor y heredera Hawise se casó con:
1. William de Mandeville, III conde de Essex (¿? - 1189),
2. William de Fortibus (de Fors, de Fortz or des Forts),
3. Baldwin de Betún o Bethune, los cuales llevaron el título de Condes de Albemarle.

El título pasó después a William de Forz, III Earl de Albemarle. El "Señorío de Albemarle" fue reclamado en 1278, por Jonh de Eston o Aston, como heredero de Amicia, hija menor de William le Gros, pero cedió su derecho a la coronación en el condado de Albermale, a cambio recibió ciertas tierras en Thornton.
En 1660 Carlos II confirió el título de Duque de Albemarle al general Monk. El reclamo hereditario de Monk a esta nobleza semi-real era uno muy oscuro, estando basado -como lo estaba su subordinado el Barón Beauchamp- de su descendencia del más joven de los tres co-herederos de Richard, Conde de Warwick, y con aún más remota aplicabilidad, se encontraba Arthur Plantagenet, hijo natural de Eduardo IV. Este título desapareció en 1688, con la muerte de Christopher, 2.º duque de Albemalre